# Arnaldo Lobo
Arnaldo Valente Lobo (Cametá, 2 de outubro de 1889) foi governador do Estado do Pará de 27 de janeiro de 1951 a 9 de fevereiro de 1951.